# El Tor
El Tor è un biotipo di Vibrio cholerae del sierogruppo O1. Dei 155 tipi noti, infatti, soltanto due possono trasmettersi da uomo a uomo. Conosciuto anche come Vibrio cholerae O1 biovar El Tor, è stato il ceppo dominante nella settima pandemia globale di colera. Si distingue dal biotipo classico su base genetica, anche se entrambi si trovano nel sierogruppo O1 ed entrambi possono confluire nei sierotipi Inaba, Ogawa e Hikojima. Si distingue dai biotipi classici anche per la produzione di emolisine. Vale la pena in tal senso di rimarcare le definizioni di "biotipo" e "sierotipo": un biotipo è un gruppo di ceppi di un dato microrganismo aventi in comune uno o più fenotipi di vario genere; se tali fenotipi sono di natura antigenica, allora si parla di "sierotipo". Un sierogruppo, invece, è un raggruppamento di sierotipi.
El Tor è considerato il biotipo, tra i due contagiosi, nettamente più adattabile all'ambiente, perciò più virulento e dalla maggiore carica infettante. 
È da secoli la causa di devastanti epidemie, tra le quali l'epidemia di colera in Italia del 1973 e l'epidemia di colera in Zimbabwe del 2008.

## Storia
Fu identificato per la prima volta nel 1905 in un campo di quarantena di El-Tor, nella penisola del Sinai in Egitto, dal medico tedesco Felix Gotschlich. I vibrioni furono rinvenuti nelle viscere di sei pellegrini di ritorno dalla Mecca: seppure non avessero mostrato sintomi di colere né ante né post mortem, i vibrioni isolati dagli intestini erano agglutinabili all'interno del siero anti-colera. Più tardi, nel 1905, Kraus e Pribram scoprirono che i batteri, che producevano emolisina solubile, erano più legati a vibrioni non colerici; pertanto, si riferivano a tutti i vibrioni emolitici come vibrioni di El Tor. 
Nei primi anni 1930, i ricercatori A. Shousha, A. Gardner e K. Venkatraman suggerirono che solo i vibrioni emolitici agglutinati con siero anti-colera avrebbero dovuto essere indicati come vibrini di El Tor. 
Nel 1959, R. Pollitzer indicò El Tor come propria specie di V. eltor distinta dal V. cholera, ma sei anni dopo, nel 1965, R. Hugh scoprì che V. cholerae e V. eltor erano simili in 30 caratteristiche positive e 20 negative, cosicché entrambi furono classificati come una singola specie di V. colera. Tuttavia, R. Hugh ritenne che le caratteristiche diverse tra i due vibrioni potessero essere di importanza epidemiologica: pertanto, il vibione El Tor venne ulteriormente classificato come variante di V. colera biotipo El Tor (sierogruppo O1).
El Tor fu nuovamente identificato in un'epidemia nel 1937, ma la pandemia si manifestò solo nel 1961 nell'isola di Sulawesi in Indonesia. El Tor si diffuse poi in Asia (nello specifico, in Bangladesh nel 1963 ed in India nel 1964) e poi in Medio Oriente, Africa ed Europa. Dal Nord Africa giunse poi in Italia nel 1973, in particolare con focolai a Napoli oltre che a Cagliari ed in Puglia. L'estensione della pandemia fu dovuta alla relativa mitezza (livello di espressione più basso) di El Tor, la malattia ha molti più portatori asintomatici del solito, superando di 50:1 i casi attivi. Si ritiene che le epidemie in questo lasso di tempo siano dovute al rapido sviluppo dei trasporti e delle comunicazioni a livello internazionale, nonché alla diminuzione dei livelli di igiene nelle aree con una popolazione in aumento. Alla fine degli anni 1970 si sono verificati piccoli focolai in Giappone e nell'area dell'Oceano Pacifico meridionale.
L'evidenza molecolare, cioè un profilo specifico di elettroforesi su gel a campo pulsato, suggerisce che il distinto genotipo del ceppo El Tor, apparso a Calcutta nel 1993, potrebbe essersi diffuso in Africa. Nella Guinea-Bissau, è stato responsabile di un'epidemia iniziata nell'ottobre 1994 e proseguita nel 1996.

## Epidemiologia
L'infezione da El Tor è relativamente lieve e raramente mortale, mentre i pazienti sono asintomatici per circa una settimana. El Tor è in grado di sopravvivere nel corpo più a lungo dei classici vibrioni del colera: questa caratteristica permette perciò ai portatori di infettare una maggiore popolazione di persone. Infatti, il biotipo di colera V. eltor può essere isolato dalle fonti d'acqua in assenza di un focolaio di casi. 
In casi estremi, le persone possono diventare portatori a lungo termine: ad esempio, il colera Dolores è risultato positivo al vibrione nove anni dopo la sua infezione primaria. 
El Tor viene trasmesso per via fecale-orale. Questa via è la conseguenza del fatto che le feci delle persone infette contaminano una fonte d'acqua, la quale viene consumata da persone non infette. Inoltre, i batteri possono essere trasmessi consumando cibo crudo, come ad esempio verdure o cozze, irrigato o allevato con acque contaminate oppure fertilizzato con feci umane infette. 
Il trattamento di un'infezione da colera consiste nel reintegrare il liquido e gli elettroliti persi con soluzioni endovenose o orali, e con antibiotici.
Le epidemie di El Tor possono essere prevenute con migliori standard di igiene, filtraggio e bollitura dell'acqua, cucinando accuratamente i frutti di mare, e lavando bene la frutta e la verdura prima del consumo.